# Vlaamse Televisie Sterren

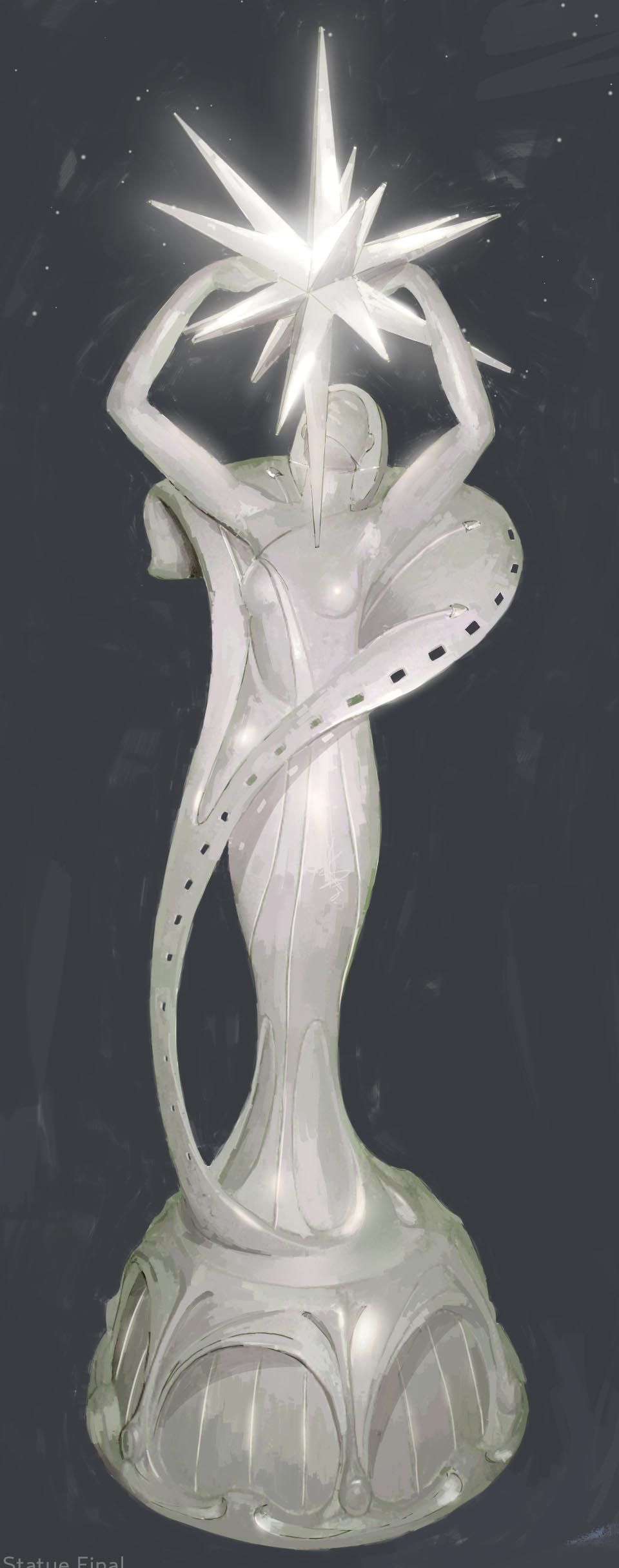
Een Vlaamse Televisie Ster, ontworpen door Gert Stevens. In 2016 werd een ander ontwerp uitgereikt.

De Vlaamse Televisie Sterren zijn de voormalige televisieprijzen van de Vlaamse Televisie Academie. De prijzen werden van 2008 tot en met 2017 uitgereikt tijdens de Nacht van de Vlaamse Televisie Sterren, de opvolger van het Gala van het Gouden Oog. In 2018 werden de prijzen toegekend tijdens een gastcollege door Mark Uytterhoeven aan de Universiteit Gent. Daarna werd het initiatief afgeschaft.

## Programma
Het programma was opgevat als een feestelijk gala in Oscar-stijl. Het werd in duo gepresenteerd door iemand van de VRT (Eén) en iemand van VTM. Van 2008 tot 2011 waren dat respectievelijk Wim De Vilder en Cathérine Moerkerke. In 2012 en 2013 waren dat respectievelijk Kobe Ilsen en Francesca Vanthielen. Voorgaande zenders, die in Vlaanderen marktleiders zijn, zenden het programma om beurten uit. In 2014 zond VIER de Televisie Sterren voor het eerst uit. De presentatrice voor de zender was toen Evy Gruyaert. Kobe Ilsen en Francesca Vanthielen waren ook opnieuw van de partij.
In 2015 besliste de VRT niet langer te willen bijdragen aan het programma vanwege de besparingen die de regering-Bourgeois van de openbare omroep vroeg. Omdat de uitreiking dat jaar normaal ging uitgezonden worden door de VRT en zowel VTM als VIER de uitzending niet wilden overnemen, zijn de sterren zelf dat jaar uitgereikt zonder televisieshow. De sterren werden uitgereikt in het Plopsa Theater en de uitreiking werd gepresenteerd door Luc Appermont. Ook de uitreiking van de sterren voor 2016, op 23 april 2016 en eveneens in het Plopsa Theater, werd niet uitgezonden.
De editie van 2017 vond plaats tijdens een uitreikingsevenement op 3 juni in het Kursaal in Oostende. Presentator was komiek Xander De Rycke. Ook deze editie werd niet uitgezonden. In 2018 werd niet eens meer een evenement georganiseerd. De prijzen werden wel toegekend, door Mark Uytterhoeven in een door hem gegeven gastcollege aan de Universiteit Gent.
In 2023 worden de Vlaamse Televisie Sterren als televisieprijzen opgevolgd door de Kastaars!.

## Categorieën
Enkele categorieën waren er aanvankelijk niet bij.
Het publiek koos via internet en/of televoting een winnaar in volgende categorieën:
- Populairste Televisieprogramma
- Populairste Televisiepersoonlijkheid (niet in 2009, 2010 en 2015)

De leden van de Raad van Bestuur van de Academie kozen:
- Rijzende Ster, voor de beste nieuwkomer in de televisiewereld
- Carrièrester, voor een uitzonderlijke bijdrage aan de Vlaamse televisie

Deze prijzen kunnen maar eenmaal door iemand gewonnen worden.
Voor de overige categorieën stemden de leden van de Vlaamse Televisie Academie:
- Beste Acteur
- Beste Actrice
- Beste Presentator
- Beste Presentatrice
- Beste Drama
- Beste Realityprogramma (2008-2014)
- Beste Entertainmentprogramma
- Beste Lifestyleprogramma (2011-2014)
- Beste Humor- en comedyprogramma
- Beste Reportage, documentaire en informatieprogramma
- Beste Regie non-fictie (sinds 2015)
- Beste scenario fictie (sinds 2015)

### Stemprocedure in de Academie
De winnaars per categorie werden verkozen in twee stappen:
1. Stemgerechtigden nomineerden vier persoonlijke favorieten per categorie op een longlist. De resultaten werden verwerkt tot een shortlist met 4 genomineerden.
2. In de tweede ronde duidden de stemgerechtigden voor elke categorie hun winnaar aan op de shortlist. De persoonlijkheid of het programma met de meeste stemmen won een Vlaamse Televisie Ster in de desbetreffende categorie.

De stemming is geheim en wordt gecontroleerd door een gerechtsdeurwaarder.

## Nominaties en winnaars
Voor de hierboven vermelde categorieën worden nominaties en winnaars per jaar op aparte pagina's gedocumenteerd. Twee prijzen, de Rijzende Ster voor een nieuwkomer en de Carrièrester voor een persoon die een belangrijke bijdrage heeft geleverd aan de Vlaamse televisie, werden door de leden van de Raad van Bestuur van de Vlaamse Televisie Academie uitgereikt. Bij deze prijzen werden geen nominaties publiek gemaakt. Twee andere prijzen (Populairste Televisieprogramma en Populairste Televisiepersoonlijkheid) waren publieksprijzen, waarvoor kijkers tijdens de uitzending van het gala op konden stemmen. Omdat deze vier prijzen hierdoor afweken van alle andere prijzen - waarop alle leden van de Vlaamse Televisie Academie, personen professioneel actief in de televisiewereld, konden stemmen - worden ze ook in dit jaaroverzicht vermeld. Het volledige overzicht van nominaties en winnaars wordt per jaar in detail opgesomd.
| Jaar | Uitzendend kanaal | Hoofdartikel en andere prijzen | Rijzende Ster    | Carrièrester      | Populairste Televisieprogramma  | Populairste Televisiepersoonlijkheid |
| ---- | ----------------- | ------------------------------ | ---------------- | ----------------- | ------------------------------- | ------------------------------------ |
| 2008 | Eén               | Vlaamse Televisie Sterren 2008 | Free Souffriau   | Rik De Saedeleer  | Sara                            | Veerle Baetens                       |
| 2009 | VTM               | Vlaamse Televisie Sterren 2009 | An Lemmens       | Gaston Berghmans  | De Slimste Mens ter Wereld      | Niet verkozen                        |
| 2010 | Eén               | Vlaamse Televisie Sterren 2010 | Philippe Geubels | Paula Sémer       | Van vlees en bloed              | Niet verkozen                        |
| 2011 | VTM               | Vlaamse Televisie Sterren 2011 | Clara Cleymans   | Chris Lomme       | De Allerslimste Mens ter Wereld | Nathalie Meskens                     |
| 2012 | Eén               | Vlaamse Televisie Sterren 2012 | Jonas Van Geel   | Mike Verdrengh    | Dagelijkse kost                 | Jeroen Meus                          |
| 2013 | VTM               | Vlaamse Televisie Sterren 2013 | Sofie Lemaire    | Jo De Meyere      | Clan                            | Nathalie Meskens                     |
| 2014 | VIER              | Vlaamse Televisie Sterren 2014 | Otto-Jan Ham     | Jan Van Rompaey   | Thuis                           | Tom Waes                             |
| 2015 | Niet uitgezonden  | Vlaamse Televisie Sterren 2015 | Ruben Van Gucht  | Mark Uytterhoeven | Thuis                           | Niet verkozen                        |
| 2016 | Niet uitgezonden  | Vlaamse Televisie Sterren 2016 | Olga Leyers      | Jaak Van Assche   | De Slimste Mens ter Wereld      | Niet verkozen                        |
| 2017 | Niet uitgezonden  | Vlaamse Televisie Sterren 2017 | Karine Claassen  | Paul Jambers      | Callboys                        | Niet verkozen                        |
| 2018 | Niet uitgezonden  | Vlaamse Televisie Sterren 2018 | Niet verkozen    | Niet verkozen     | Niet verkozen                   | Niet verkozen                        |